# Come into My World
«Come into My World» — песня австралийской певицы Кайли Миноуг, выпущенная в ноябре 2002 года в качестве четвёртого сингла с её восьмого студийного альбома Fever (2001).

## Информация
«Come into My World» написали Роб Дэвис и Кэти Деннис, которые также написали успешный сингл Миноуг «Can't Get You Out of My Head», они же спродюсировали трек. «Come into My World» — данс-поп песня, которая включает в себя стили поп, диско и хаус.
Песня имела небольшой успех в мире. Она достигла пиковой позиции четыре в её родной Австралии и добралась до восьмого места в Великобритании. Также она достигла 91 номера в Американском чарте Billboard Hot 100. «Come Into My World» дебютировала с 34 места в Новой Зеландии, а затем поднялась до своей пиковой позиции 20. Сингл вошёл в Топ-20 Италии, Дании и Испании. Во Франции пиком композиции стала 78 строчка.
В 2004 году песня стала лауреатом премии Грэмми в номинации «Лучшая танцевальная запись».
«Come Into My World» была сертифицирована, как «золотая» Австралийской ассоциацией звукозаписывающих компаний.

## Список композиций
Канадский CD
1. «Come into My World» (Single Version) — 4:08
2. «Come into My World» (Fischerspooner Mix) — 4:20

Британский CD 1
1. «Come into My World» (Single Version) — 4:08
2. «Come into My World» (Ashtrax Mix) — 5:02
3. «Come into My World» (Robbie Rivera’s Hard and Sexy Mix) — 7:00
4. «Come into My World» (Video)

Британский CD 2
1. «Come into My World» (Single Version) — 4:08
2. «Love at First Sight» (Live Version 2002 Edit) — 4:19
3. «Fever» (Live Version 2002) — 3:43

Британский DVD сингл
1. «Come into My World» (Video) — 6:12
2. «The Making of Come into My World»
3. «Come into My World» (Fischerspooner Mix Slow)